# 1024

## Родени
- Изяслав I, велик княз на Киевска Рус